# 邦傑山脈
邦傑山脈是南極洲的山脈，位於威爾克斯地，面積952平方公里，最高點海拔高度165米，平均溫度零下11.2攝氏度，於1912年由澳大利亞探險隊發現。

## 外部連結
- Russian site about Oasis Station and Bunger Hills Area